# Pedro Varela
Pedro José Varela Olivera (Florida, 22 de febrero de 1837 - Montevideo, 4 de diciembre de 1906) fue un banquero y político uruguayo, perteneciente al Partido Colorado. 
Sirvió como Presidente de la República Oriental del Uruguay entre 1875 y 1876, y previamente de forma interina ocupó el Poder Ejecutivo en 1868.

## Biografía
Pedro Varela nació el 22 de febrero de 1837, en la ciudad de Florida, Uruguay.
Hijo de Pedro Varela y Álvarez, un rico comerciante y hacendista, y de Agustina Olivera Reyes, ambos vecinos de Florida. Por línea paterna tenía ancestros españoles.
Fue esposo de Antonia Sayago, hija de Santiago Sayago, uno de los constituyentes de 1830.
No tiene ningún parentesco con el ilustre reformador escolar José Pedro Varela. Es más, José Pedro Varela se llamaba en realidad también Pedro José, pero para diferenciarse del que fuera Presidente de la República cambió el orden de sus dos nombres.
El historiador José María Fernández Saldaña lo describió como un hombre que tenía "razonamiento tardío", aunque poseía "ideas extravagante en materia de finanzas" y abrigaba "ambiciones políticas, que sus amigos, dispuestos a aprovecharse de él, explotaban y acrecentaban". 

## Trayectoria política

### Inicios
En 1857, con sólo veinte años, adhirió al movimiento colorado antifusionista (Partido Conservador) dirigido por el general César Díaz, que terminó trágicamente en febrero de 1858 con la matanza de Quinteros.
En 1863, apoya la invasión de ese año del caudillo colorado Venancio Flores contra el gobierno del Presidente Berro. Aportando a esta causa gran parte de la fortuna que su padre había forjado y que él había heredado. 

### Presidente interino
Las elecciones legislativas de 1867 lo transformaron en Senador por Florida, y al reunirse por primera vez la Cámara Alta el 15 de febrero de 1868, fue elegido presidente de la misma. Al renunciar Flores el mismo día al Poder Ejecutivo, que ejercía de facto como "Gobernador Provisorio", Varela se hizo cargo interinamente del mando presidencial.
En dicho cargo se encontraba cuando ocurrieron los luctuosos hechos del 19 de febrero de 1868, en los que murieron asesinados los expresidentes Venancio Flores y Bernardo Prudencio Berro, y el posterior desencadenamiento de venganzas en todo el país.
Llegado el 1 de marzo, día en el que a la Asamblea General le correspondía elegir a un nuevo presidente, Varela anhelaba ser confirmado como primer mandatario, pero la muerte de Flores, que era su sostén político, le restó el apoyo necesario. Resultó electo el general Lorenzo Batlle, ganándolo por un voto al caudillo Gregorio Suárez más conocido como el "Goyo Jeta".

### Presidencia de Lorenzo Batlle

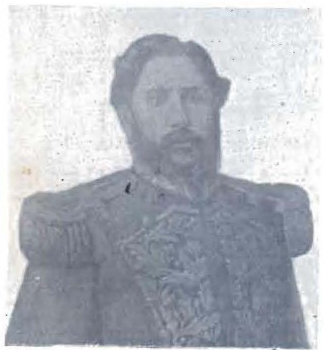
Francisco Caraballo, caudillo sanducero del Partido Colorado que Varela apoyó en su levantamiento militar para obligar al gobierno de Lorenzo Batlle a restablecer el curso forzoso del papel moneda.

Dedicado a la actividad financiera, fue gerente del Banco Montevideano desde su fundación en septiembre de 1865, hasta que esta institución quebró durante la crisis de 1868, en el gobierno del General Lorenzo Batlle. En junio de 1868, el Banco cerró sus puertas e intentó acogerse a la inconvertibilidad decretada por el Gobierno. Pero al no poder demostrar solvencia económica se resolvió su liquidación, nacionalizándose sus emisiones y garantizando el Estado la futura conversión de las mismas.
Pedro Varela se había especializado en otorgar préstamos a corto plazo a los funcionarios que cobraban sus sueldos con retraso.
El médico alemán Carl Brendel, en sus memorias de sus días en el Uruguay, lo recuerda como "un banquero en quiebra".
Además, durante esta administración conspiró contra la presidencia, estableciendo relaciones con caudillos como el sorianense Máximo Pérez o con Francisco Caraballo. Junto a este último llevó a cabo un levantamiento entre mayo y julio de 1869, con la intención de restablecer el curso forzoso del papel moneda, buscando Varela con esto reactivar su banco en bancarrota.
A Caraballo pronto se le sumó el general Gregorio Suárez, quien había sido designado como ministro de Guerra y Marina por Batlle, después de que este perdiera la Presidencia de la República por un voto. Suárez renunció a su cargo y marchó a la campaña, pero Batlle, que era un militar experimentado, salió a su búsqueda y lo apresó. Mientras tanto, el caudillo Máximo Pérez, que esta vez estaba del lado del gobierno, obligó a Caraballo a rendirse el 2 de julio en Paso Mazangano, sobre el río Negro.
El levantamiento de Caraballo fue socavado, pero la conducta contraria al gobierno de Varela continuó en 1871, aprovechando la difícil situación generada por la insurrección blanca conocida como "Revolución de las Lanzas" (1870-1872).

### Presidencia de José E. Ellauri y el golpe de Latorre

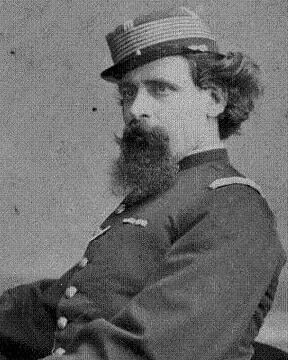
Coronel Lorenzo Latorre, militar que colocó a Pedro Varela al mando del Poder Ejecutivo tras el golpe de Estado del 15 de febrero de 1875 contra el Presidente Ellauri.

Varela no compartió el enfoque intelectual y romántico de los políticos llamados "principistas" que poblaron las célebres "Cámaras de 1873", las del gobierno de José E. Ellauri, sino que adhirió al caudillismo de su partido, los que se autodenominaban colorados "netos", llamados despectivamente pro sus adversarios como "Candomberos".
Varela, al igual que los otros miembros de los sectores candomberos, los caudillos y buena parte de las clases acomodadas, reclamaban un "hombre de presencia" ante la precaria situación del gobierno de Ellauri, que comenzó carente de apoyos y fue muy golpeado por la crisis económica.
La caída del gobierno de Ellauri terminaría ocurriendo tras una sucesión de eventos ocurridos a principios del año 1875. La elección del Alcalde Ordinario de Montevideo (un cargo electivo de tipo judicial) enfrentó a los "principistas", que promulgaban la candidatura del futuro reformista José Pedro Varela, y a los "candomberos", que promovían la figura de Isaac de Tezanos. Esto llevó a que en el día 10 de enero de 1875 se dieran confrontaciones que terminarían con un tiroteo que dejó varios muertos en plena Plaza Matriz.
Este evento fue el corolario de la caída de Ellauri. La inacción del Presidente y la renuncia de tres de sus cuatro ministros agravó la situación. Finalmente, el día 15 de enero, un motín militar protagonizado por el coronel Lorenzo Latorre derrocó al gobierno de Ellauri. Latorre y sus tropas se apoderaron de la plaza y las oficinas del gobierno, colocando al banquero Pedro Varela a la titularidad del Poder Ejecutivo, en calidad de "Gobernador Provisorio", junto a un gabinete dominado por los colorados netos.

## Presidencia

### Asunción
En calidad de titular del Poder Ejecutivo, como "Gobernador Provisorio" tras el golpe de Estado de Latorre del 15 de febrero de 1875, y con la Asamblea General purgada de opositores, el 22 del mismo mes Varela es electo por este órgano como Presidente de la República.
Le correspondía completar el período de su antecesor Ellauri, hasta el 1 de marzo de 1877. Varela asumió estando a un mes de cumplir los 38 años de edad.

"El ejército se estremecía de indignación al contemplar tanta injusticia, porque nuestros militares no son autómatas insensibles a los dolores y las quejas de sus conciudadanos, ni máquinas inconscientes que apuntalen situaciones corroídas y desprestigiadas". 
(Mensaje ante las Cámaras Legislativas, de febrero de 1875).

### Gabinete
En su gabinete asignó a distintos colorados netos y al coronel Latorre como Ministro de Guerra y Marina.
| Ministerios y ministros del gobierno de Pedro Varela | Ministerios y ministros del gobierno de Pedro Varela | Ministerios y ministros del gobierno de Pedro Varela |
| Ministerio                                           | Ministros                                            | Período                                              |
| ---------------------------------------------------- | ---------------------------------------------------- | ---------------------------------------------------- |
| Gobierno                                             | Luis Isaac de Tezanos                                | 1875                                                 |
| Gobierno                                             | Tristán Narvaja                                      | 1875 - 1876                                          |
| Relaciones Exteriores                                | José Cándido Bustamante                              | 1875                                                 |
| Relaciones Exteriores                                | Andrés Lamas                                         | 1875 - 1876                                          |
| Relaciones Exteriores                                | Mateo Magariños Cervantes                            | 1876                                                 |
| Hacienda                                             | José Cándido Bustamante                              | 1875                                                 |
| Hacienda                                             | Juan Lindolfo Cuestas                                | 1875 - 1876                                          |
| Guerra y Marina                                      | Lorenzo Latorre                                      | 1875 - 1876                                          |

### La barca "Puig" y la "Revolución Tricolor"

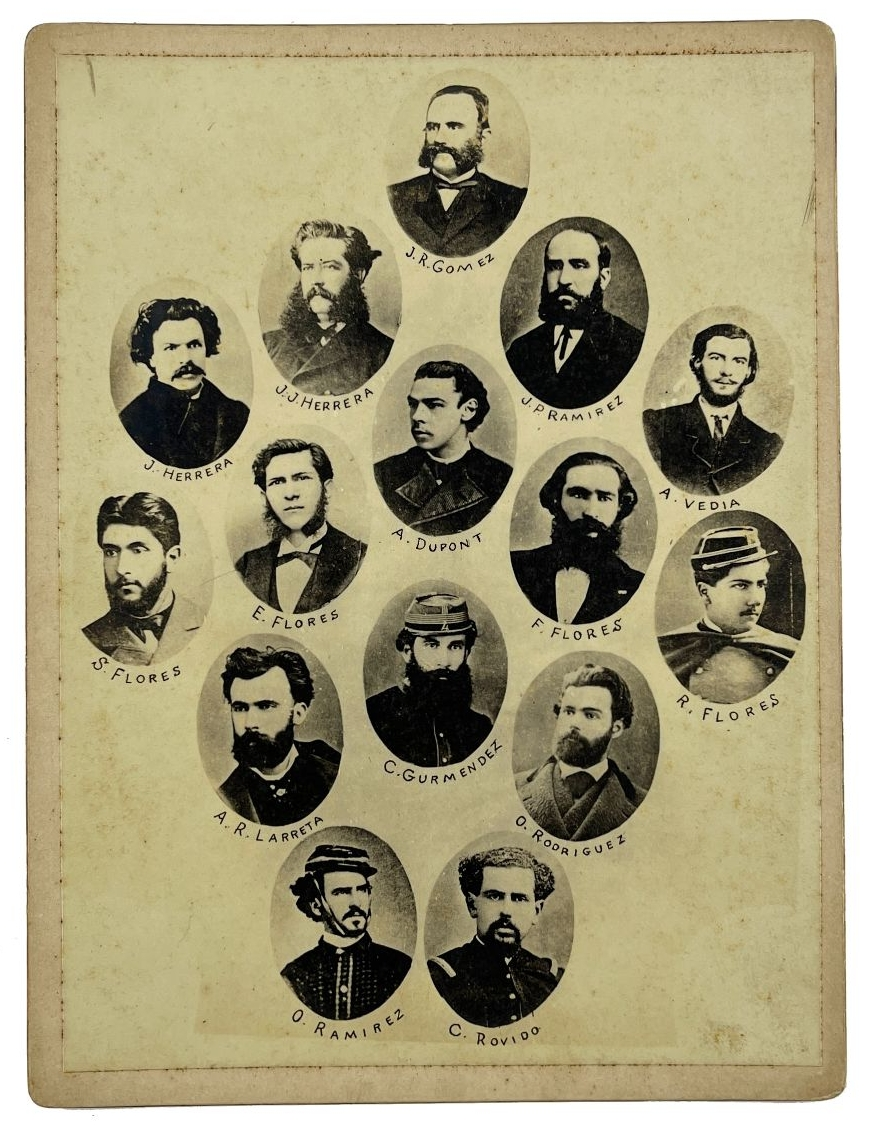
Mosaico fotográfico de los opositores deportados en la barca "Puig". Julio Herrera y Obes, Juan Ramón Gómez, Juan José de Herrera, Segundo Flores, Eduardo Flores, Fortunato Flores, Ricardo Flores, Anselmo Dupont, José Pedro Ramírez, Aureliano Rodríguez Larreta, Carlos Gurméndez, Agustín de Vedía, Osvaldo Rodríguez, Octavio Ramírez y Cándido Rovido.

Una de las primeras medidas fue con el fin de eliminar toda oposición a su gestión, así el gobierno dictó orden de prisión contra un grupo de ciudadanos de tendencia principista. Los que no pudieron escapar fueron deportados en febrero de 1875 en la barca "Puig", quince connotados dirigentes, entre los que se encontraban José Pedro Ramírez, Juan José de Herrera (padre del caudillo nacionalista Luis Alberto de Herrera), cuatro de los hijos de Venancio Flores y hasta un futuro Presidente de la República, Julio Herrera y Obes.
Al llegar a Cuba, aún colonia española, las autoridades de la isla obligaron al navío a continuar hasta el puerto de Charleston, en la costa este de los Estados Unidos. Allí, los presos fueron liberados cuatro meses después.

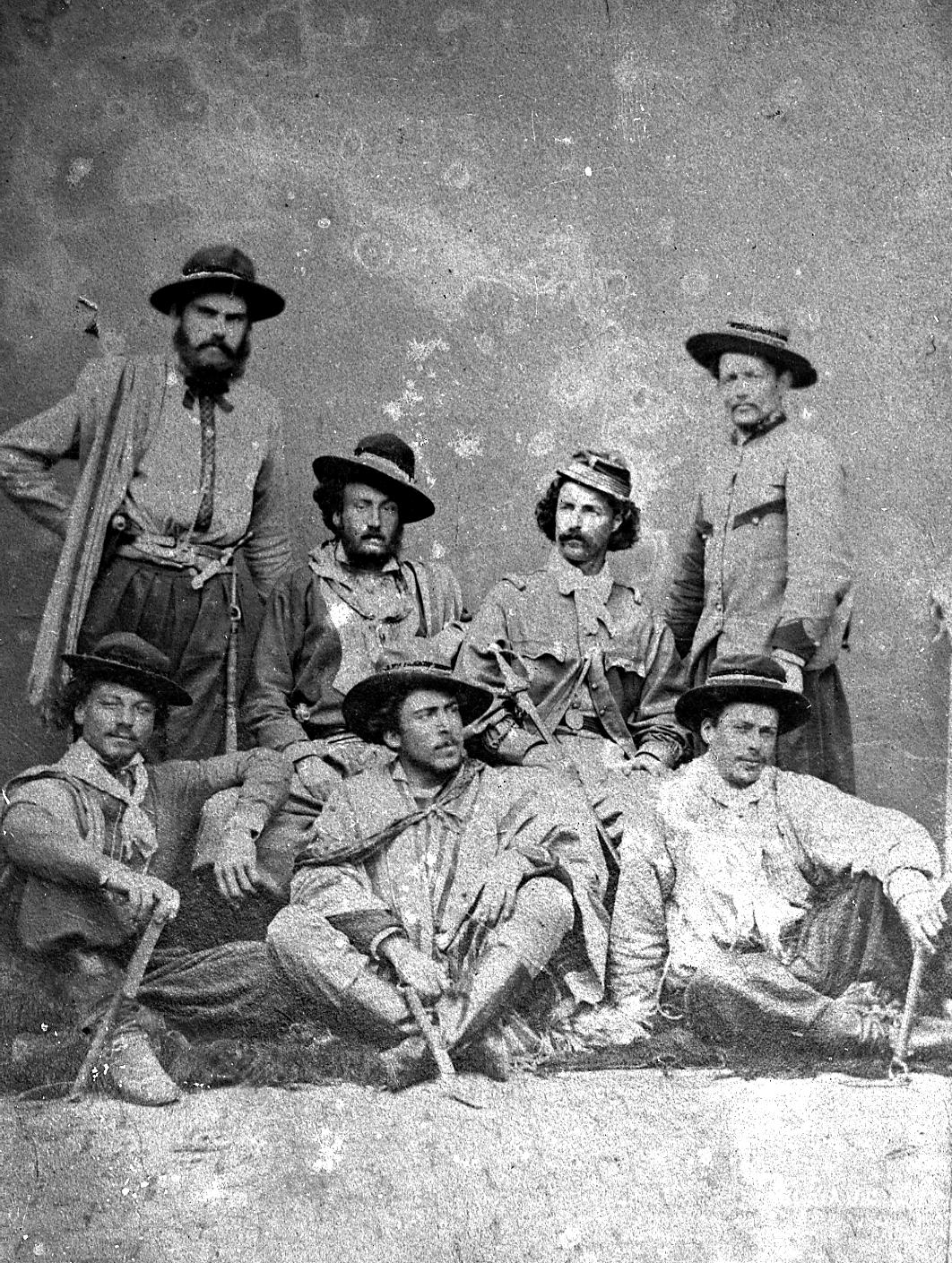
Soldados de la Revolución Tricolor posando para la fotografía tomada el 6 de noviembre de 1875.

Una vez que retornaron los desterrados, se levantaron en armas en octubre de 1875, en lo que se llamó la "Revolución Tricolor", al tomar los colores de los Treinta y Tres Orientales. En diciembre de ese año, luego de tres combates terrestres (Guayabos, Perseverano y Palomas) y uno naval en Maldonado, el gobierno de Varela logró controlar la situación.
En esta campaña tuvo un papel destacado el ministro de Guerra y Marina, Lorenzo Latorre.

### Sector rural
El 17 de julio de 1875, a través de la ley 1259, se promulga el primer Código Rural de Uruguay. 
Sin embargo, los estancieros continuaban protestando por la inoperancia del gobierno que no lograba poder reprimir el matrerismo que asolaba el medio rural.

### Educación
Además, por un decreto del 15 de diciembre de ese mismo año, se funda la Facultad de Medicina, con dos cátedras iniciales: la de Anatomía y Fisiología. El primer decano designado fue el Dr. Francisco Suñer y Capdevila.

### Economía
Las dificultades financieras del Estado y la inestabilidad monetaria eran evidentes. Los negocios se paralizaron y el comercio y la industria se arruinaron.
Varela y su ministro de Hacienda, Andrés Lamas, tomaron medidas proteccionistas de la industria nacional, gravando las importaciones. También suspendieron el pago de la deuda pública interna y externa. Estas medidas provocaron el descontento de importadores y acreedores del Estado.
A su vez, se emitió papel moneda, sin respaldo de oro, con la sola garantía del Estado, a través de propiedades. Para esto hasta se trajo una máquina especial de los Estados Unidos. 
Estos billetes eran de curso forzoso, es decir, que no podían cambiarse por oro, por lo que las deudas en oro empezaron a pagarse en papel moneda cada vez más despreciado.
También fue controversial la medida del ministro Lamas, que otorgó al Banco Maúa, en franca quiebra, privilegios tales como la emisión de billetes y una cuenta para el gobierno con un margen de dos millones de pesos para girar al descubierto.

### Caída del gobierno
Los altos comerciantes y banqueros, preocupados por la situación, reclamaban un cambio de timón. Latorre, el respaldo fundamental de Varela, tomó distancia del gobierno en febrero de 1876, y en una carta en el diario "El Nacional" se desentendió de cualquier responsabilidad sobre la gestión económica y administrativa del gobierno.
La situación se volvió una crisis en marzo de ese año, cuando un grupo de ciudadanos reunidos en la casa del Juez de Comercio Juan A. Vázquez decide ir a buscar al Coronel Latorre a su casa para que se hiciera cargo de la situación. Luego de que la multitud alcanzara a Latorre, y después de un improvisado acto en el que aceptó la responsabilidad, el militar marchó al frente de la multitud hacia la sede del Gobierno, el Fuerte.
Cuando llegó Latorre, Varela ya había renunciado y abandonado el Fuerte, pidiendo refugio en la Legación francesa. Latorre tomó su lugar como "Gobernador Provisorio", con 31 años de edad.
Unos días antes de su caída, Varela le había informado a Latorre de una conjura contra su persona tramada por el ministro Lamas y el Coronel Carlos Gaudencio, Jefe Político y de Policía de Montevideo.
La llegada de Latorre al poder da inicio a la etapa histórica denominada Militarismo.

## Después de la Presidencia

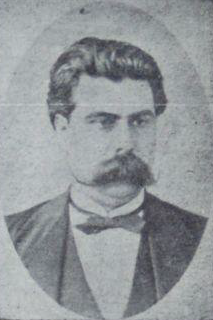
Fotografía de Pedro Varela.

Se refugió en Argentina, desde donde trató de actuar contra los gobiernos de Latorre y Máximo Santos. En 1881 apoyó un movimiento que no se cristalizó en Salto, comandado por el Coronel Simón Martínez.
Retornó a Uruguay durante la administración del General Máximo Tajes, que marcó la transición del Militarismo al "Civilismo".
Fue tres veces electo diputado por Canelones, en 1891, 1894 y 1897.
Cuando el presidente interino Juan Lindolfo Cuestas da un golpe de Estado el 10 de febrero de 1898, Varela no quiso acompañar, por lo que fue removido de su banca parlamentaria e incluso participó en el levantamiento contra el gobierno, en julio del mismo año, lo que le valió el destierro a Buenos Aires.
Empobrecido, retornó al país en 1903. Cuentan que fue a visitar a Julio Herrera y Obes, el hombre que había expulsado en 1875 a bordo de la barca "Puig". Este, al ver su situación crítica, sacó de su escritorio una bolsita con monedas de oro y se la dio, tratando de paliar en algo la miseria de su visitante. Ambos expresidentes murieron en una situación económica muy precaria.
En el olvido, falleció en Montevideo el 4 de diciembre de 1906, a los 69 años. 